# 桶车乡
桶车乡，是中华人民共和国湖南省湘西土家族苗族自治州龙山县下辖的一个乡镇级行政单位。

## 行政区划
桶车乡下辖以下地区：
桶车村、神州村、大塘村、香井村、龙洞村、桂花村、苦溪村、梁山村、义比村、新桥村、堰坝村、大茶园村、花棚村、太平山村和下池村。